# Eleutherodactylus
Eleutherodactylus és un gènere divers d'amfibis anurs de la família Leptodactylidae, compost per 185 espècies. Els membres d'aquest gènere es troben en el sud dels Estats Units, Amèrica Central, Amèrica del Sud i les illes del Carib. Una de les espècies més coneguda és el coquí comú (Eleutherodactylus coqui), el qual és el símbol nacional de Puerto Rico, i ha estat un famós invasor a Hawaii. Dues espècies d'aquest gènere, E. limbatus i E. iberia, són els tetràpodes més petits del món, mesurant amb prou feines 8½ mm. (només una mica més gran que Paedophryne amauensis, que mesura uns 7,7 mm).
Moltes de les 200 espècies del gènere es coneixen com a "granotes de pluja" o "granotes lladres", a causa dels seus crids aguts, aguts i semblants a insectes.

## Taxonomia
Dins del gènere Eleutherodactylus a Puerto Rico es troben les següents espècies: 
- Eleutherodactylus antillensis
- Eleutherodactylus brittoni
- Eleutherodactylus cochranae
- Eleutherodactylus cooki
- Eleutherodactylus coqui
- Eleutherodactylus eneidae
- Eleutherodactylus gryllus
- Eleutherodactylus hedricki
- Eleutherodactylus jasperi
- Eleutherodactylus juanariveroi
- Eleutherodactylus karlschmidti
- Eleutherodactylus locustus
- Eleutherodactylus monensis
- Eleutherodactylus portoricensis
- Eleutherodactylus richmondi
- Eleutherodactylus unicolor
- Eleutherodactylus wightmanae